# JMule
JMule — свободный клиент к файлообменной сети eDonkey 2000, написанный на Java. JMule распространяется под лицензиеи GNU GPL, JMule поддерживает Java SE 6 или выше. Интерфейс пользователя построен на библиотеках Swing и SWT.

## Разработка
JMule активно разрабатывается большей частью свободным ПО. Как среда разработки программного обеспечения используется Eclipse с поддержкой AspectJ. Команда разработчиков выпускает ночные сборки на нерегулярной основе. В настоящий момент разработка сфокусирована на поддержку Kad DHT и кода работы с сетевой инфраструктурой.